# Kepler-298 d
Kepler-298 d — экзопланета у звезды Kepler-298 в созвездии Дракона. Находится на расстоянии 347 парсек от Солнца.
Kepler 298 d была открыта в 2014 году. Предполагалось, что эта экзопланета обращается вокруг материнской звезды внутри её зоны обитаемости по аналогии с Тау Кита e. Был расчёт на то, что Kepler 298 d будет землеподобной планетой, но дальнейшие исследования показали, что её атмосфера набирает +2,11 на шкале HZA, а это означает, что она может быть планетой океанского типа с толстой атмосферой, подобной атмосфере газовых гигантов. Возможно также, что экзопланета является супер-Венерой.

## Сравнение с Землёй
| #   | Название     | ESI  | SPH  | HZD   | HZC   | HZA   | pClass            | hClass      | Расстояние (св.лет) | Статус         | Год открытия   |
| --- | ------------ | ---- | ---- | ----- | ----- | ----- | ----------------- | ----------- | ------------------- | -------------- | -------------- |
| N/A | Земля        | 1.00 | 0.72 | -0.50 | -0.31 | -0.52 | тёплая земля      | мезопланета | 0                   | не экзопланета | доисторический |
| 37  | Kepler 298 d | 0.68 | 0.00 | -0.86 | -0.11 | +2.11 | тёплая суперземля | мезопланета | 1545                | подтверждена   | 2014           |